# Alimentação pelo solo

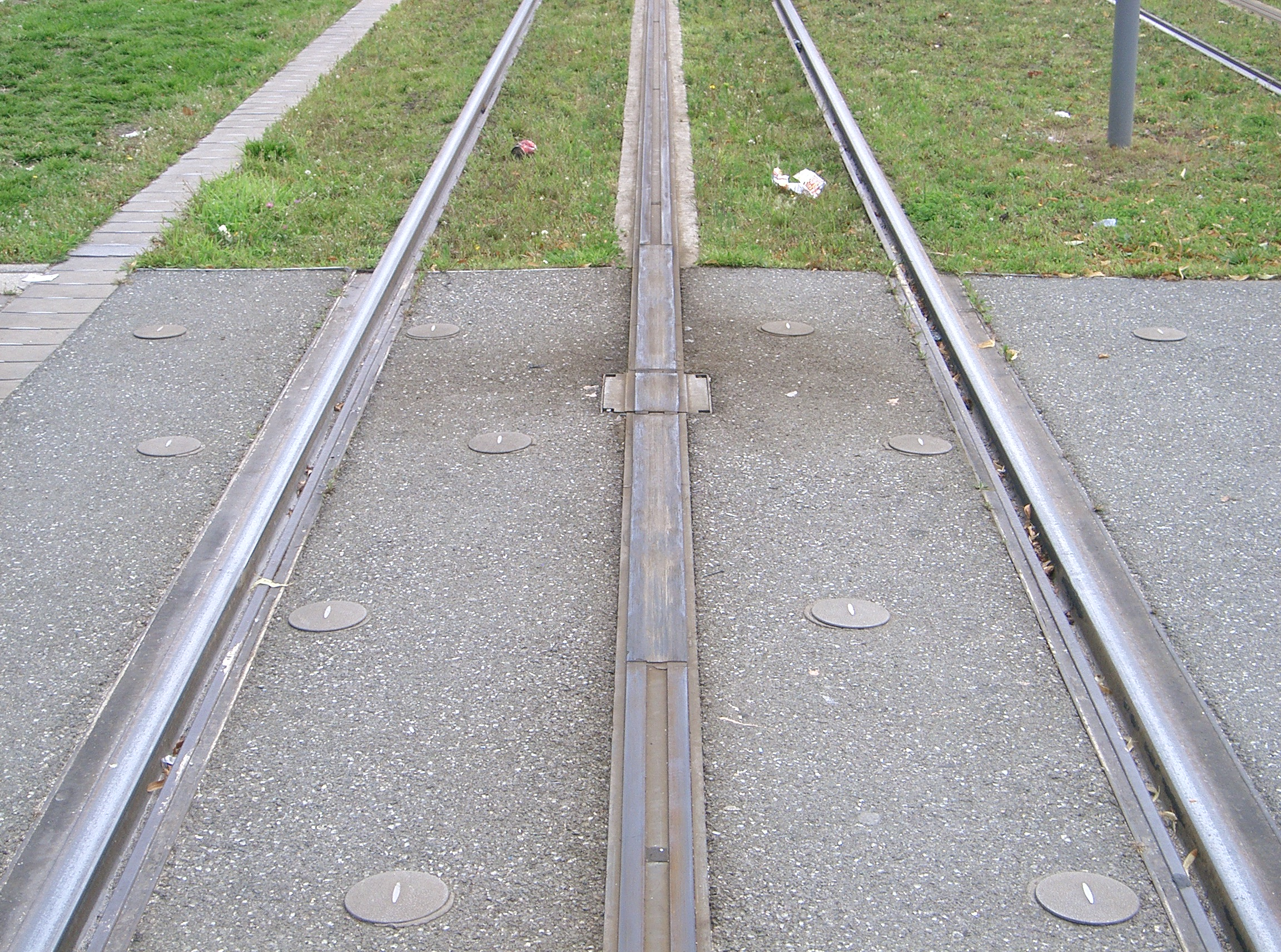
Rail central do sistema APS

O sistema APS (Alimentation Par le Sol, alimentação pelo solo) é um sistema de alimentação de eletricidade para eléctricos que evita o estendido de fio aéreo. Desenvolvido pela Innorail (filial de Alstom), por agora o sistema se utiliza em vários trechos do elétrico de Bordéus, para o que foi desenvolvido, mas é também apto para outras linhas.
O sistema consiste no uso de uma terceira guia situada entre as duas guias principais e na utilização de patines de contacto eléctrico nos carros. A terceira guia está segmentado em trechos curtos que se alimentam independentemente, de maneira que só dispõem de corrente eléctrica os trechos situados baixo o eléctrico, para evitar qualquer risco de eletrocução dos viandantes.

## Sistemas a princípios do século XX
Desde finais do século XIX os engenheiros interessaram-se pela alimentação de eléctricos diretamente pelo solo. Já nesta época, as prefeituras eram reticentes à utilização de tendidos aéreos em bairros históricos. A primeira experiência desenvolveu-se em Lyon em 1894 (na linha Pont Lafayette - Parc da Tête d'Or) com balizas de carga eléctrica situadas no eixo da via. Em 1896 equipa-se a linha Paris - Romainville.
Este sistema, que permitia prescindir do estendido aéreo ou do transporte de baterias a bordo dos veículos, tinha os seus limites. Aliás, por razões de segurança evidentes, as balizas não deviam entrar em tensão mais que durante o passo dos eléctricos. Isto requeria soluções técnicas difíceis que, naquela época, era quase impossível atingir.
Por então utilizaram-se diferentes sistemas de contacto superficial por balizas eléctricas, como por exemplo os sistemas Claret-Vuilleumier, Vedovelli, Diatto e Dolter. Todos os sistemas tinham os mesmos problemas recorrentes: a impossibilidade de obter a entrada em tensão ao passo do eléctrico e sobretudo o corte da alimentação depois do passo do eléctrico. Estes sistemas acabaram sendo um grande risco para peões e cantenárias.
Estes sistemas desapareceram de França em 1910 e foram substituídos por instalações com guias enterradas nos que o veículo tomava a corrente graças a uma pértiga introduzida numa ranhura em cujo fundo tinha duas pequenas guias de alimentação.

## Tecnologia Innorail
O primeiro lugar onde o sistema tem sido utilizado comercialmente é o eléctrico de Bordéos: a cidade tem podido assim conservar seu centro histórico sem estragar a paisagem urbana, prescindindo do cantenário eléctrico aéreo. A mudança o custo do sistema APS é bastante superior à alimentação aérea clássica.
O APS é um sistema de alimentação eléctrica por uma terceira guia cuja cara superior está enraizada com a calçada e que está centrado entre os outros dois. A guia está formada por segmentos condutores de uma longitude de 8 metros, separados por trechos isolados de 3 metros. Um segmento da guia está baixa tensão, com corrente contínua de fase (750 V) somente quando o eléctrico o cobre completamente: a alimentação de corrente está controlada por caixas enterradas a cada 22 metros. Conforme avança, o eléctrico activa automaticamente a alimentação eléctrica da terceira guia, enviando um sinal às caixas de controle por médio de uma antena indutiva. O carro toma a corrente por médio de dois patines situados baixo os módulos intermediários da composição e separados mais de três metros, de maneira que sempre há ao menos um patin em contacto com a guia condutora. Nas mudanças de via a alimentação interrompe-se para evitar os curto-circuitos entre os patines (com potencial de fase) e as guias (com potencial neutro). Um disjuntor de posta a terra (interruptor diferencial) assegura a segurança das pessoas se, por falha, um segmento de guia segue alimentado sem estar coberto por um eléctrico. A caixa de alimentação de um segmento pode desactivar-se em caso de anomaiía. Por outra parte, os disjuntores dispostos na cada saída de subestação pode cortar a alimentação de secções em caso de falha. Se algum ou vários trechos se encontram fora de serviço, os eléctricos podem percorrer 150 metros a 3 km/h graças à energia acumulada numas baterias auxiliares.

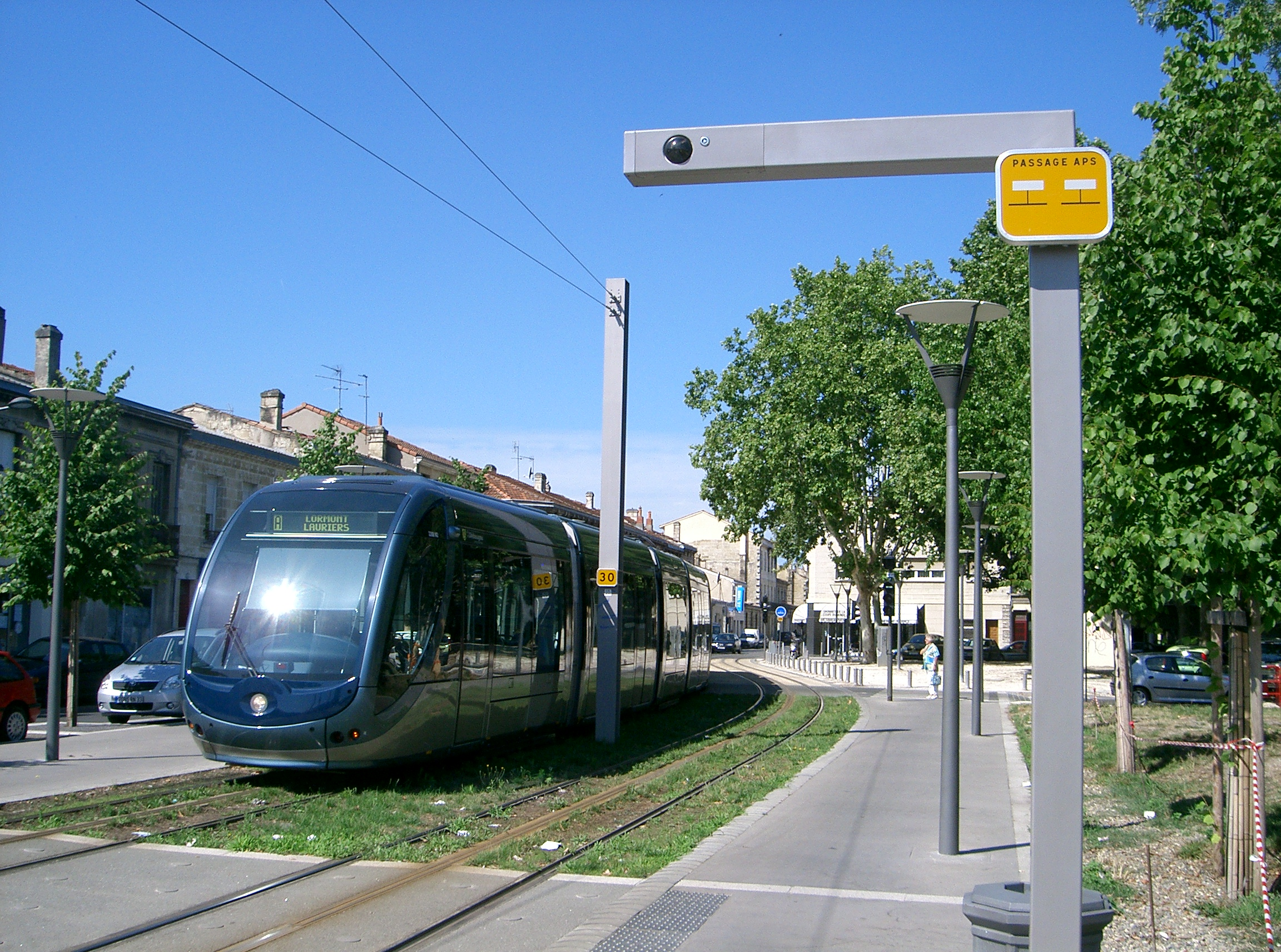
Mudança entre alimentação por fio aéreo e APS (Burdeos)

Por culpa dos prazos de finalização, demasiado curtos, a posta a ponto do sistema foi especialmente longa; as relações entre a Comunidade Urbana de Bordéos e Alstom chegaram a ser bastante tensas devido a uma percentagem muito alta de falhas do APS nos primeiros tempos de funcionamento das linhas. Actualmente o sistema tem passado a fase experimental e encontra-se em exploração normal. Durante os primeiros meses de 2004 instalaram-se até 7 versões do sistema APS. As causas de avaria que provocavam paradas frequentes do sistema foram numerosas:
- Golpes nos patines (que se rompiam por ter peças demasiado frágeis)
- Curto-circuitos criados por objetos metálicos sobre a via
- Inundação das caixas de controle
- Erros de manipulação dos maquinistas (como esquecer levantar o patin em zonas não equipadas de APS)
- Ausência de contacto eléctrico depois de baixar os patines se há sujeira sobre a via
- Saturação dos controles de potência das caixas de controle que provocavam curto-circuitos recorrentes (os 2 patines de uma composição que circula a 50 km/h demoram em percorrer a longitude de um segmento em torno de 1 segundo)
- Perda do sinal indutiva em curva

Entre outras causas.

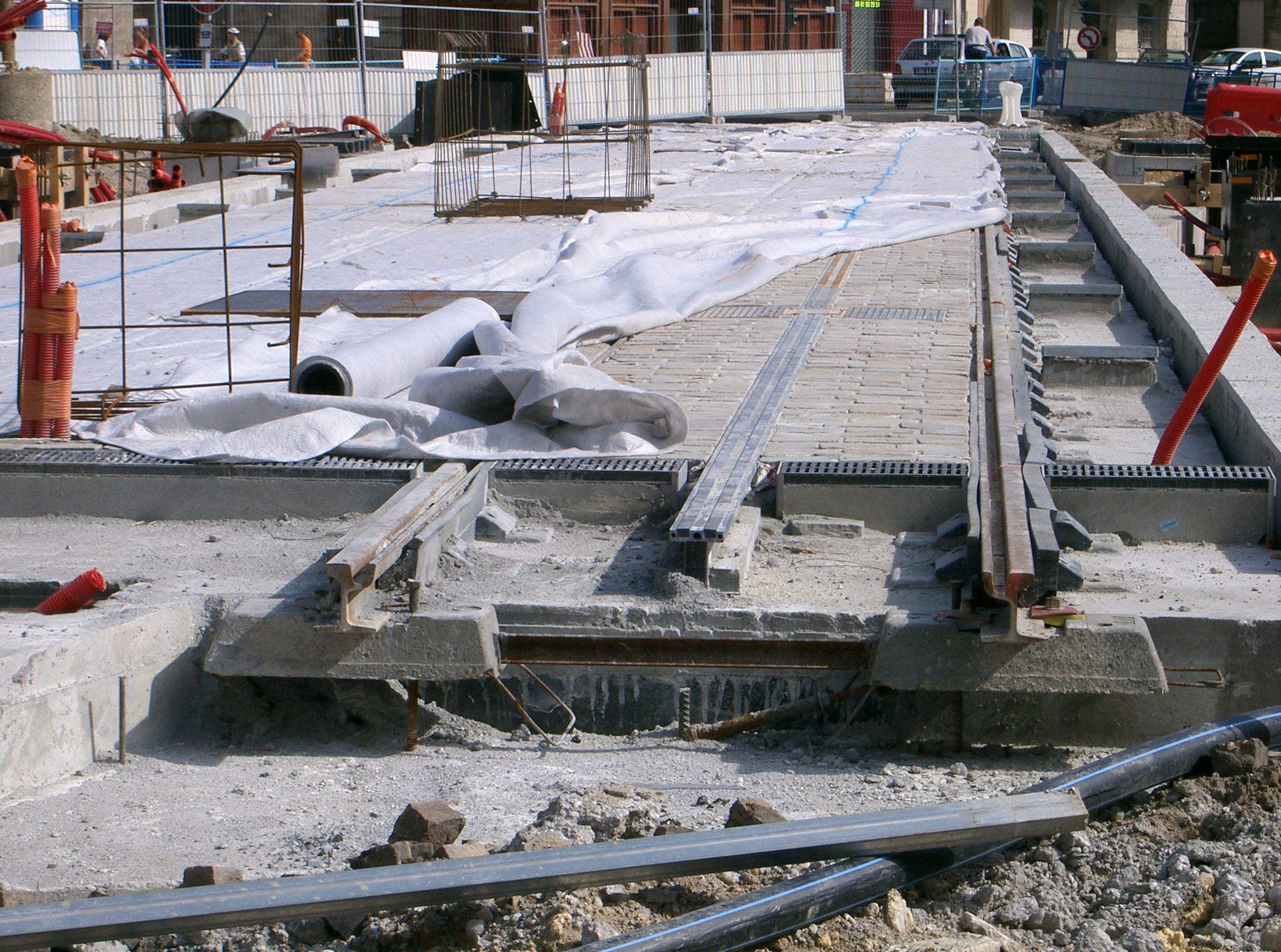
Elementos da terceira guia do sistema APS

As melhoras que Innorail teve que aplicar foram:
- Melhora do isolamento eléctrico das barras de cobre
- Mudança do material utilizado pelos patines, para aumentar sua vida útil e diminuir o custo de manutenção
- Recobrimento das placas electrónicas por uma resina de vários milímetros de espessura
- Refinamento do sinal que anuncia a chegada do eléctrico
- Instalação de condensadores para a cortar mais rapidamente o arco eléctrico formado pela abertura dos contactos
- Melhoras nas caixas de controle
- Instalação de um sistema de evacuação de água
- Instalação de escovilhas para retirar os elementos que tenham podido cair à via e evitar que golpeiem os patines

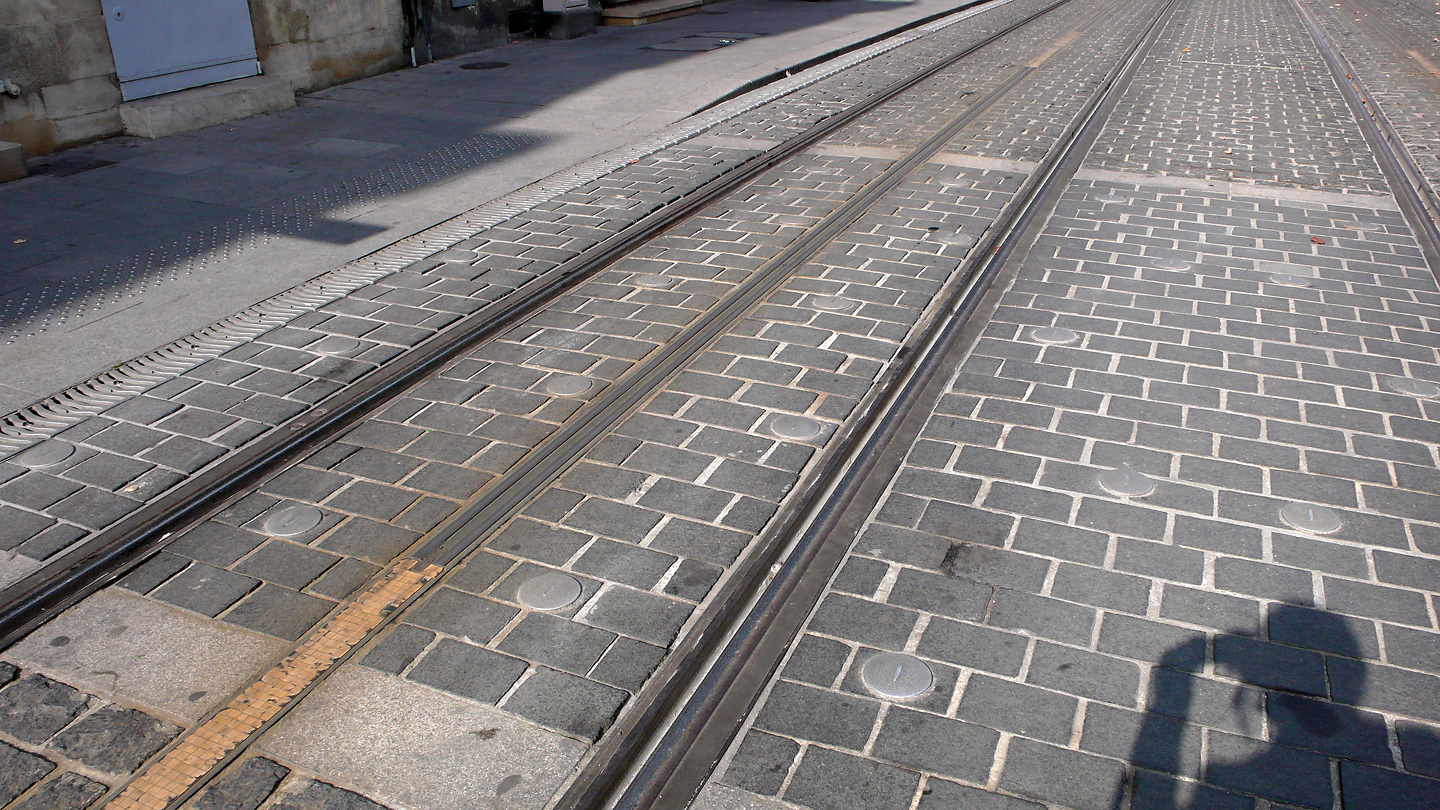
Rail central do sistema APS

Como ao princípio não se conseguia terminar com as avarias, que foram muito frequentes até finais de 2005, se pensou em abandonar o sistema APS. No entanto, a instalação de fio aéreo de contacto tivesse tido um custo e tivesse interrompido a circulação de eléctricos durante alguns meses. A Comunidade Urbana de Bordéos, administração que organiza o transporte, enviou um ultimato ao construtor Innorail para que reduzisse a taxa de avarias a um 1% no final do ano 2005.
Desde então realizaram-se progressos consideráveis em matéria de confiabilidade. A taxa de disponibilidade do material ultrapassou as normas fixadas pela Comunidade Urbana de Bordéos com mais de 99% (para perto de 100% para a linha C ou a extensão da linha A depois de sua posta em serviço em setembro de 2005). Ainda está previsto retirar alguns trechos da cabeceira norte onde o sistema não se justifica.
O sistema APS teve vários encargos em 2006 por parte dos eléctricos de Reims, Orleans e Angers. Alstom é actualmente o único fabricante que oferece o sistema. Em junho de 2008 Dubai e em 2009 Brasília encomendaram eléctricos com APS.
Na cidade do Rio de Janeiro foi implantado o VLT Carioca que utiliza o APS e foi inaugurado em julho de 2016. Em 2018 o sistema contará com três linhas e 25 km de trilhos com o sistema oferecido pela Alstom. 